# كليلة ودمنة (مسلسل)
كليلة ودمنة هو عنوان لمسلسل رسوم متحركة عربي تعليمي مخصص للأطفال، وقد بث لأول مرة على قناة الجزيرة للأطفال سنة 2006م. تدور أحداث المسلسل بين عوالم الأدب الهندي والفارسي والعربي، وتصور أحاديث الأخوين «كليلة» و«دمنة» وقصص الحيوانات الأخرى بنية تعليم الأطفال الطرائف والحكم والعبر والأمثال، بالإضافة إلى تعليمهم مهارات جديدة وطرق عملية لحل المشكلات.
القصة مأخوذة من كتاب كليلة ودمنة، الذي كُتب بالسنسكريتية إحدى لغات الهند القديمة، وتُرجم بعدها إلى الفارسية، ثم نقله عبد الله بن المقفع إلى العربية، وأضاف إليه باباً جديداً وأربعةَ فصول.

## انظر ايضاً
- كليلة ودمنة
- قناة الجزيرة للأطفال